# Tour de Romandia 2015
El Tour de Romandia 2015 fou la 69a edició del Tour de Romandia. La cursa es disputà entre el 28 d'abril i el 3 de maig de 2015 sobre un recorregut de 711,7 km per carreteres suïsses, distribuïts en sis etapes. Aquesta era la catorzena prova de l'UCI World Tour 2015.
El vencedor final fou el rus Ilnur Zakarin (Team Katusha), que d'aquesta manera aconseguia la seva victòria més important com a professional fins al moment. Zakarin mostrà una gran regularitat, tant en les etapes de muntanya, com en la contrarellotge final i finalment guanyà amb 17 segons sobre el seu company d'equip, l'eslovè Simon Špilak. Completà el podi el britànic Christopher Froome (Team Sky), vencedor en les edicions de 2013 i 2014.
El Team Katusha no sols dominà la classificació general, sinó també bona part de les classificacions secundàries, ja que es va endur la classificació per equips i la de la muntanya i els punts anà a mans del rus Maxim Belkov. El francès Thibaut Pinot (FDJ) guanyà la classificació dels joves.

## Equips
En ser el Tour de Romandia una cursa de l'UCI World Tour els 17 equips amb categoria World Tour tenen el dret i obligació a prendre-hi part. A banda, l'organitzador va convidar un equip continental professional, per totalitzar un gran grup amb 18 equips i 144 corredors.
| Núm.  | Codi | Equip                 |
| ----- | ---- | --------------------- |
| 1-8   | SKY  | Team Sky              |
| 11-18 | AST  | Astana Qazaqstan Team |
| 21-28 | BMC  | BMC Racing Team       |
| 31-38 | MOV  | Movistar Team         |
| 41-48 | IAM  | IAM Cycling           |
| 51-58 | EQS  | Etixx-Quick Step      |
| 61-68 | KAT  | Team Katusha          |
| 71-78 | FDJ  | FDJ                   |
| 81-88 | OGE  | Orica-GreenEDGE       |

| Núm.    | Codi | Equip               |
| ------- | ---- | ------------------- |
| 91-100  | ALM  | AG2R La Mondiale    |
| 101-108 | LTS  | Lotto Soudal        |
| 111-118 | TFR  | Trek Factory Racing |
| 121-128 | TCS  | Team Tinkoff-Saxo   |
| 131-138 | LAM  | Lampre-Merida       |
| 141-148 | TGA  | Team Giant-Alpecin  |
| 151-158 | TCG  | Cannondale-Garmin   |
| 161-168 | TLJ  | Team LottoNL-Jumbo  |
| 171-178 | EUC  | Team Europcar       |

## Favorits
El principal favorit a la victòria final és Chris Froome (Team Sky), que defensa la victòria aconseguida en les edicions de 2013 i 2014. Amb tot, l'estat de forma de Froome és incert, ja que si bé va començar bé la temporada, superant a Alberto Contador en la Volta a Andalusia, després el seu rendiment va baixar molt, sobretot a la Volta a Catalunya.
Els altres grans favorits són Nairo Quintana (Movistar Team), vencedor de la Tirrena–Adriàtica i Vincenzo Nibali (Astana Qazaqstan Team), vencedor del darrer Tour de França. Quintana ha finalitzat en quarta posició a la Volta al País Basc, deixant-se veure en les etapes de muntanya. Per la seva part, Nibali ha disputat les clàssiques de les Ardenes, però no guanya cap cursa des del passat juliol. Altres favorits són el company de Nibali Jakob Fuglsang, Simon Špilak (Team Katusha), Rigoberto Urán (Etixx-Quick Step), Rui Costa (Lampre-Merida), Thibaut Pinot (FDJ), Simon Yates (Orica-GreenEDGE) i Mathias Frank (IAM Cycling).

## Etapes
| Etapa    | Data       | Recorregut               |       | Km                      | Vencedor d'etapa       | Líder de la general    |
| -------- | ---------- | ------------------------ | ----- | ----------------------- | ---------------------- | ---------------------- |
| 1a etapa | 28 d'abril | Vall de Joux - Juraparc  | 19,2  |                         | Team Sky (GBR)         | Geraint Thomas (GBR)   |
| 2a etapa | 29 d'abril | Apples - Saint-Imier     | 168,1 | Etapa de mitja muntanya | Michael Albasini (SUI) | Michael Albasini (SUI) |
| 3a etapa | 30 d'abril | Moutier - Porrentruy     | 172,5 | Etapa de mitja muntanya | Michael Albasini (SUI) | Michael Albasini (SUI) |
| 4a etapa | 1 de maig  | La Neuveville - Fribourg | 169,8 | Etapa de mitja muntanya | Stefan Küng (SUI)      | Michael Albasini (SUI) |
| 5a etapa | 2 de maig  | Fribourg - Champex-Lac   | 162,7 | Etapa de muntanya       | Thibaut Pinot (FRA)    | Ilnur Zakarin (RUS)    |
| 6a etapa | 3 de maig  | Lausana - Lausana        | 17,3  |                         | Tony Martin (GER)      | Ilnur Zakarin (RUS)    |

### Etapa 1
28 d'abril de 2015. Vall de Joux - Juraparc, 19,2 km (contrarellotge per equips)
Primera etapa amb format de contrarellotge per equips pels voltants del llac de Joux, majoritàriament plana, tot i que en els darrers quilòmetre hi ha una petita ascensió a superar.
L'equip Team Sky de Chris Froome guanyà l'etapa per tan sols seixanta-tres centèsimes a l'equip Orica-GreenEDGE, de Michael Albasini, que fins al darrer instant va estar liderant la cursa. Geraint Thomas, primer a travessar la línia d'arribada de l'equip SKY és el primer líder. Nairo Quintana (Movistar Team) va perdre 40".
|    | Equip                 | Temps   |
| -- | --------------------- | ------- |
| 1  | Team Sky              | 21' 19" |
| 2  | Orica-GreenEDGE       | m. t.   |
| 3  | Team Katusha          | + 5"    |
| 4  | Etixx-Quick Step      | + 14"   |
| 5  | Astana Qazaqstan Team | + 17"   |
| 6  | BMC Racing Team       | + 19"   |
| 7  | FDJ                   | + 22"   |
| 8  | IAM Cycling           | + 24"   |
| 9  | Cannondale-Garmin     | + 40"   |
| 10 | Movistar Team         | + 40"   |

|    | Ciclista               | Equip           | Temps       |
| -- | ---------------------- | --------------- | ----------- |
| 1  | Geraint Thomas (GBR)   | Team Sky        | 21 min 19 s |
| 2  | Elia Viviani (ITA)     | Team Sky        | m. t.       |
| 3  | Ian Stannard (GBR)     | Team Sky        | m. t.       |
| 4  | Luke Rowe (GBR)        | Team Sky        | m. t.       |
| 5  | Chris Froome (GBR)     | Team Sky        | m. t.       |
| 6  | Peter Kennaugh (GBR)   | Team Sky        | m. t.       |
| 7  | Michael Albasini (SUI) | Orica-GreenEDGE | m. t.       |
| 8  | Simon Gerrans (AUS)    | Orica-GreenEDGE | m. t.       |
| 9  | Svein Tuft (CAN)       | Orica-GreenEDGE | m. t.       |
| 10 | Ivan Santaromita (ITA) | Orica-GreenEDGE | m. t.       |

### Etapa 2
29 d'abril de 2015. Apples - Saint-Imier, 168, 1 km
Etapa de mitja muntanya amb quatre ascensions puntuables, tres d'elles de segona categoria. La darrera de les ascensions, el Coll La Vue des Alpes es troba a tan sols 17 km per l'arribada.
Etapa marcada per una llarga escapada formada per Jonathan Fumeaux (IAM Cycling) i Maxim Belkov (Team Katusha), que foren neutralitzats a manca de 22 km per l'arribada, just abans de la darrera ascensió del dia. Poc després Geraint Thomas patí una punxada que el va fer perdre contacte amb el grup dels favorits i tota possibilitat de defensar el liderat en perdre més de 4 minuts en l'arribada. En la darrera ascensió foren diversos els ciclistes que intentaren l'aventura, mentre el gran grup anava perdent unitats pel darrere. Rein Taaramae (Astana Qazaqstan Team) va ser el que més a prop va estar de guanyar, ja que fou neutralitzat a manca de tan sols 2,5 km. En l'esprint el vencedor fou Michael Albasini (Orica-GreenEDGE), que passà a liderar la cursa.
|    | Ciclista                   | Equip             | Temps      |
| -- | -------------------------- | ----------------- | ---------- |
| 1  | Michael Albasini (SUI)     | Orica-GreenEDGE   | 4h 21' 43" |
| 2  | Jarlinson Pantano (COL)    | IAM Cycling       | m. t.      |
| 3  | Julian Alaphilippe (FRA)   | Etixx-Quick Step  | m. t.      |
| 4  | Nathan Haas (AUS)          | Cannondale-Garmin | m. t.      |
| 5  | Rui Costa (POR)            | Lampre-Merida     | m. t.      |
| 6  | Damiano Caruso (ITA)       | BMC Racing Team   | m. t.      |
| 7  | Ilnur Zakarin (RUS)        | Team Katusha      | m. t.      |
| 8  | Ivan Santaromita (ITA)     | Orica-GreenEDGE   | m. t.      |
| 9  | Jan Bakelants (BEL)        | AG2R La Mondiale  | m. t.      |
| 10 | Ramūnas Navardauskas (LTU) | Cannondale-Garmin | m. t.      |

|    | Ciclista                 | Equip            | Temps      |
| -- | ------------------------ | ---------------- | ---------- |
| 1  | Michael Albasini (SUI)   | Orica-GreenEDGE  | 4h 42' 52" |
| 2  | Ivan Santaromita (ITA)   | Orica-GreenEDGE  | + 10"      |
| 3  | Chris Froome (GBR)       | Team Sky         | + 10"      |
| 4  | Simon Yates (GBR)        | Orica-GreenEDGE  | + 10"      |
| 5  | Ilnur Zakarin (RUS)      | Team Katusha     | + 15"      |
| 6  | Pavel Kochetkov (RUS)    | Team Katusha     | + 15"      |
| 7  | Egor Silin (RUS)         | Team Katusha     | + 15"      |
| 8  | Iuri Trofimov (RUS)      | Team Katusha     | + 15"      |
| 9  | Simon Špilak (SLO)       | Team Katusha     | + 15"      |
| 10 | Julian Alaphilippe (FRA) | Etixx-Quick Step | + 20"      |

### Etapa 3
30 d'abril de 2015. Moutier - Porrentruy, 172,5 km
Nova etapa de mitja muntanya, amb quatre ports puntuables, dos de segona i dos de tercera categoria, situats en la segona meitat d'etapa.
Etapa moguda, amb tres homes, Kristof Vandewalle (Trek Factory Racing), Cheng Ji (Team Giant-Alpecin) i Brian Bulgac (Team LottoNL-Jumbo), escapats des del quilòmetre 8 i que foren neutralitzats a 48 de l'arribada. En els darrers quilòmetres es produïren diferents atacs: Thibaut Pinot (FDJ), Pierre Rolland (Team Europcar), Danilo Wyss (BMC Racing Team) i Jan Bakelants (AG2R La Mondiale), tots ells sense sort. En l'esprint el líder Michael Albasini tornà a demostrar ser el millor.
|    | Ciclista                   | Equip              | Temps      |
| -- | -------------------------- | ------------------ | ---------- |
| 1  | Michael Albasini (SUI)     | Orica-GreenEDGE    | 4h 14' 56" |
| 2  | Julian Alaphilippe (FRA)   | Etixx-Quick Step   | m. t.      |
| 3  | Damiano Caruso (ITA)       | BMC Racing Team    | m. t.      |
| 4  | Rui Costa (POR)            | Lampre-Merida      | m. t.      |
| 5  | Simon Gerrans (AUS)        | Orica-GreenEDGE    | m. t.      |
| 6  | Nathan Haas (AUS)          | Cannondale-Garmin  | m. t.      |
| 7  | Rigoberto Uran (COL)       | Etixx-Quick Step   | m. t.      |
| 8  | Ramūnas Navardauskas (LTU) | Cannondale-Garmin  | m. t.      |
| 9  | Luka Mezgec (SLO)          | Team Giant-Alpecin | m. t.      |
| 10 | Serguei Txernetski (RUS)   | Team Katusha       | m. t.      |

|    | Ciclista                 | Equip            | Temps      |
| -- | ------------------------ | ---------------- | ---------- |
| 1  | Michael Albasini (SUI)   | Orica-GreenEDGE  | 8h 57' 38" |
| 2  | Ivan Santaromita (ITA)   | Orica-GreenEDGE  | + 20"      |
| 3  | Chris Froome (GBR)       | Team Sky         | + 20"      |
| 4  | Simon Yates (GBR)        | Orica-GreenEDGE  | + 20"      |
| 5  | Julian Alaphilippe (FRA) | Etixx-Quick Step | + 24"      |
| 6  | Ilnur Zakarin (RUS)      | Team Katusha     | + 25"      |
| 7  | Pavel Kochetkov (RUS)    | Team Katusha     | + 25"      |
| 8  | Egor Silin (RUS)         | Team Katusha     | + 25"      |
| 9  | Iuri Trofimov (RUS)      | Team Katusha     | + 25"      |
| 10 | Simon Špilak (SLO)       | Team Katusha     | + 25"      |

### Etapa 4
1 de maig de 2015. La Neuveville - Fribourg, 169,8 km
Etapa, a priori, més senzilla de totes les d'aquesta edició del Tour de Romandia, amb tan sols tres ports puntuables, dos de segona i un de tercera categoria, però situats en la segona part de l'etapa i el darrer a tan sols 12 km per l'arribada.
Etapa disputada sota la pluja que guanyà, en solitari, el suís Stefan Küng (BMC Racing Team), membre d'una escapada de cinc homes des del començament d'etapa, i que deixà als seus companys a manca de 20 km. Entre els favorits es va veure un moviment protagonitzat Tony Martin i Julian Alaphilippe (Etixx-Quick Step), que obligà l'equip dels favorits a reaccionar. Martin arribà amb escassos segons sobre el gran pilot a meta.
|    | Ciclista                  | Equip              | Temps      |
| -- | ------------------------- | ------------------ | ---------- |
| 1  | Stefan Küng (SUI)         | BMC Racing Team    | 4h 35' 10" |
| 2  | Jan Bakelants (BEL)       | AG2R La Mondiale   | + 38"      |
| 3  | Bert-Jan Lindeman (NED)   | Team LottoNL-Jumbo | + 39"      |
| 4  | Tony Martin (GER)         | Etixx-Quick Step   | + 45"      |
| 5  | Gianni Meersman (BEL)     | Etixx-Quick Step   | + 52"      |
| 6  | Tosh Van Der Sande (BEL)  | Lotto Soudal       | + 52"      |
| 7  | Johannes Frohlinger (GER) | Team Giant-Alpecin | + 52"      |
| 8  | Michael Albasini (SUI)    | Orica-GreenEDGE    | + 52"      |
| 9  | Simon Yates (GBR)         | Orica-GreenEDGE    | + 52"      |
| 10 | Ivan Santaromita (ITA)    | Orica-GreenEDGE    | + 52"      |

|    | Ciclista               | Equip            | Temps      |
| -- | ---------------------- | ---------------- | ---------- |
| 1  | Michael Albasini (SUI) | Orica-GreenEDGE  | 8h 57' 38" |
| 2  | Ivan Santaromita (ITA) | Orica-GreenEDGE  | + 20"      |
| 3  | Chris Froome (GBR)     | Team Sky         | + 20"      |
| 4  | Simon Yates (GBR)      | Orica-GreenEDGE  | + 20"      |
| 5  | Ilnur Zakarin (RUS)    | Team Katusha     | + 25"      |
| 6  | Egor Silin (RUS)       | Team Katusha     | + 25"      |
| 7  | Iuri Trofimov (RUS)    | Team Katusha     | + 25"      |
| 8  | Simon Špilak (SLO)     | Team Katusha     | + 25"      |
| 9  | Tony Martin (GER)      | Etixx-Quick Step | + 27"      |
| 10 | Rigoberto Urán (COL)   | Etixx-Quick Step | + 34"      |

### Etapa 5
2 de maig de 2015. Fribourg - Champex-Lac, 162,7 km
Etapa reina de la present edició, amb quatre ports de primera puntuables i final a Champex-Lac després de 14,4 km d'ascensió al 7% de desnivell.
Nova etapa disputada sota la pluja que es decidí en l'ascensió final a Champex-Lac. El Movistar Team va imprimir un fort ritme al grup principal del qual es van anar despenjant unitats. En la primera part de l'ascensió Chris Froome (Team Sky) va perdre alguns metres, però seguint al seu ritme aconseguí enllaçar amb el grup principal. Després de diversos intents per marxar en solitari, Thibaut Pinot (FDJ) ho aconseguí a manca de 4,5 km. Sols Simon Spilak (Team Katusha) li aguantà momentàniament la roda. Poc després Ilnur Zakarin (Team Katusha) deixà el grup format per Romain Bardet, Nairo Quintana, Rafał Majka i Froome, però mai arribà fins a Pinot, que guanyà amb set segons sobre Zakarin, nou líder de la cursa.
|    | Ciclista               | Equip                 | Temps      |
| -- | ---------------------- | --------------------- | ---------- |
| 1  | Thibaut Pinot (FRA)    | FDJ                   | 4h 38' 54" |
| 2  | Ilnur Zakarin (RUS)    | Team Katusha          | + 7"       |
| 3  | Romain Bardet (FRA)    | AG2R La Mondiale      | + 20"      |
| 4  | Nairo Quintana (COL)   | Movistar Team         | + 20"      |
| 5  | Simon Spilak (SLO)     | Team Katusha          | + 20"      |
| 6  | Rafał Majka (POL)      | Team Tinkoff-Saxo     | + 20"      |
| 7  | Chris Froome (GBR)     | Team Sky              | + 20"      |
| 8  | Rigoberto Urán (COL)   | Etixx-Quick Step      | + 53"      |
| 9  | Vincenzo Nibali (ITA)  | Astana Qazaqstan Team | + 53"      |
| 10 | Michele Scarponi (ITA) | Astana Qazaqstan Team | + 53"      |

|    | Ciclista               | Equip                 | Temps       |
| -- | ---------------------- | --------------------- | ----------- |
| 1  | Ilnur Zakarin (RUS)    | Team Katusha          | 18h 13' 00" |
| 2  | Thibaut Pinot (FRA)    | FDJ                   | + 6"        |
| 3  | Chris Froome (GBR)     | Team Sky              | + 14"       |
| 4  | Simon Spilak (SLO)     | Team Katusha          | + 19"       |
| 5  | Nairo Quintana (COL)   | Movistar Team         | + 54"       |
| 6  | Rigoberto Urán (COL)   | Etixx-Quick Step      | + 1' 01"    |
| 7  | Simon Yates (GBR)      | Orica-GreenEDGE       | + 1' 01"    |
| 8  | Vincenzo Nibali (ITA)  | Astana Qazaqstan Team | + 1' 04"    |
| 9  | Michele Scarponi (ITA) | Astana Qazaqstan Team | + 1' 04"    |
| 10 | Iuri Trofimov (RUS)    | Team Katusha          | + 1' 06"    |

### Etapa 6
3 de maig de 2015. Lausana - Lausana, 17,3 km (contrarellotge individual)
Darrera etapa que ha de servir per clarificar la general sota la modalitat de contrarellotge individual pels voltants de Lausana.
Tony Martin (Etixx-Quick Step), gran favorit a la victòria en la contrarellotge individual final no defraudà i es va endur la victòria amb 11 segons sobre Simon Spilak i 13 sobre Ilnur Zakarin, ambdós del Team Katusha. Zakarin hagué de canviar de bicicleta a manca de 5 km per un salt de cadena, però això no fou obstacle perquè confirmés el liderat aconseguit el dia abans i guanyés el Tour de Romandia.
|    | Ciclista                    | Equip             | Temps   |
| -- | --------------------------- | ----------------- | ------- |
| 1  | Tony Martin (GER)           | Etixx-Quick Step  | 23' 18" |
| 2  | Simon Spilak (SLO)          | Team Katusha      | + 11"   |
| 3  | Ilnur Zakarin (RUS)         | Team Katusha      | + 13"   |
| 4  | Jurgen Van den Broeck (BEL) | Lotto Soudal      | + 19"   |
| 5  | Rohan Dennis (AUS)          | Orica-GreenEDGE   | + 22"   |
| 6  | Romain Bardet (FRA)         | AG2R La Mondiale  | + 24"   |
| 7  | Jonathan Castroviejo (ESP)  | Movistar Team     | + 25"   |
| 8  | Stef Clement (NED)          | IAM Cycling       | + 26"   |
| 9  | Rafał Majka (POL)           | Team Tinkoff-Saxo | + 28"   |
| 10 | Steve Morabito (SUI)        | FDJ               | + 31"   |

|    | Ciclista              | Equip                 | Temps       |
| -- | --------------------- | --------------------- | ----------- |
| 1  | Ilnur Zakarin (RUS)   | Team Katusha          | 18h 36' 30" |
| 2  | Simon Spilak (SLO)    | Team Katusha          | + 17"       |
| 3  | Chris Froome (GBR)    | Team Sky              | + 35"       |
| 4  | Thibaut Pinot (FRA)   | FDJ                   | + 49"       |
| 5  | Rigoberto Urán (COL)  | Etixx-Quick Step      | + 1' 20"    |
| 6  | Simon Yates (GBR)     | Orica-GreenEDGE       | + 1' 21"    |
| 7  | Rafał Majka (POL)     | Team Tinkoff-Saxo     | + 1' 24"    |
| 8  | Nairo Quintana (COL)  | Movistar Team         | + 1' 42"    |
| 9  | Romain Bardet (FRA)   | AG2R La Mondiale      | + 1' 43"    |
| 10 | Vincenzo Nibali (ITA) | Astana Qazaqstan Team | + 1' 54"    |

## Classificacions finals

### Classificació general
|    | Ciclista              | Equip                 | Temps       |
| -- | --------------------- | --------------------- | ----------- |
| 1  | Ilnur Zakarin (RUS)   | Team Katusha          | 18h 36' 30" |
| 2  | Simon Spilak (SLO)    | Team Katusha          | + 17"       |
| 3  | Chris Froome (GBR)    | Team Sky              | + 35"       |
| 4  | Thibaut Pinot (FRA)   | FDJ                   | + 49"       |
| 5  | Rigoberto Urán (COL)  | Etixx-Quick Step      | + 1' 20"    |
| 6  | Simon Yates (GBR)     | Orica-GreenEDGE       | + 1' 21"    |
| 7  | Rafał Majka (POL)     | Team Tinkoff-Saxo     | + 1' 24"    |
| 8  | Nairo Quintana (COL)  | Movistar Team         | + 1' 42"    |
| 9  | Romain Bardet (FRA)   | AG2R La Mondiale      | + 1' 43"    |
| 10 | Vincenzo Nibali (ITA) | Astana Qazaqstan Team | + 1' 54"    |

### Classificacions secundàries
|   | Ciclista             | Equip            | Punts |
| - | -------------------- | ---------------- | ----- |
| 1 | Maxim Belkov (RUS)   | Team Katusha     | 59    |
| 2 | Nairo Quintana (COL) | Movistar Team    | 22    |
| 3 | Jan Bakelants (BEL)  | AG2R La Mondiale | 17    |

|   | Ciclista               | Equip         | Punts |
| - | ---------------------- | ------------- | ----- |
| 1 | Maxim Belkov (RUS)     | Team Katusha  | 15    |
| 2 | Jonathan Fumeaux (SUI) | IAM Cycling   | 12    |
| 3 | Bryan Nauleau (FRA)    | Team Europcar | 9     |

|   | Ciclista             | Equip           | Temps       |
| - | -------------------- | --------------- | ----------- |
| 1 | Thibaut Pinot (FRA)  | FDJ             | 18h 37' 19" |
| 2 | Simon Yates (GBR)    | Orica-GreenEDGE | + 32"       |
| 3 | Nairo Quintana (COL) | Movistar Team   | + 53"       |

|   | Equip                 | País       | Temps       |
| - | --------------------- | ---------- | ----------- |
| 1 | Team Katusha          | Rússia     | 55h 08' 54" |
| 2 | Astana Qazaqstan Team | Kazakhstan | + 4' 19     |
| 3 | Team Tinkoff-Saxo     | Rússia     | + 7' 56"    |

### UCI World Tour
El Tour de Romandia atorga punts per l'UCI World Tour 2015 sols als ciclistes dels equips de categoria ProTeam.
| Posició               | 1r  | 2n | 3r | 4t | 5è | 6è | 7è | 8è | 9è | 10è |
| Classificació general | 100 | 80 | 70 | 60 | 50 | 40 | 30 | 20 | 10 | 4   |
| Per etapa             | 6   | 4  | 2  | 1  | 1  |    |    |    |    |     |

| # | Ciclista               | Equip             | Punts |
| - | ---------------------- | ----------------- | ----- |
| 1 | Ilnur Zakarin (RUS)    | Team Katusha      | 106   |
| 2 | Simon Špilak (SLO)     | Team Katusha      | 85    |
| 3 | Chris Froome (GBR)     | Team Sky          | 70    |
| 4 | Thibaut Pinot (FRA)    | FDJ               | 66    |
| 5 | Rigoberto Urán (COL)   | Etixx-Quick Step  | 50    |
| 6 | Simon Yates (GBR)      | Orica-GreenEDGE   | 40    |
| 7 | Rafał Majka (POL)      | Team Tinkoff-Saxo | 30    |
| 8 | Nairo Quintana (COL)   | Movistar Team     | 21    |
| 9 | Michael Albasini (SUI) | Orica-GreenEDGE   | 12    |
| - | Romain Bardet (FRA)    | AG2R La Mondiale  | 12    |

## Evolució de les classificacions
| Etepa | Vencedor         | Classificació general | Classificació dels esprints | Classificació de la muntanya | Classificació dels joves | Classificació per equips |
| ----- | ---------------- | --------------------- | --------------------------- | ---------------------------- | ------------------------ | ------------------------ |
| 1     | Team Sky         | Geraint Thomas        | no entregat                 | no entregat                  | Luke Rowe                | Team Sky                 |
| 2     | Michael Albasini | Michael Albasini      | Jonathan Fumeaux            | Maxim Belkov                 | Simon Yates              | Orica-GreenEDGE          |
| 3     | Michael Albasini | Michael Albasini      | Jonathan Fumeaux            | Maxim Belkov                 | Simon Yates              | Kristof Vandewalle       |
| 4     | Stefan Küng      | Michael Albasini      | Jonathan Fumeaux            | Maxim Belkov                 | Simon Yates              | BMC Racing Team          |
| 5     | Thibaut Pinot    | Ilnur Zakarin         | Maxim Belkov                | Maxim Belkov                 | Thibaut Pinot            | Team Katusha             |
| 6     | Tony Martin      | Ilnur Zakarin         | Maxim Belkov                | Maxim Belkov                 | Thibaut Pinot            | Team Katusha             |
| Final | Final            | Ilnur Zakarin         | Maxim Belkov                | Maxim Belkov                 | Thibaut Pinot            | Team Katusha             |